# Пасіки (Львів)
Па́сіки — місцевість Сихівського та Личаківського районів Львова, що розкинулася поблизу сучасної вулиці Пасічної.

## Назва
Від традиційного місця львівських пасік, що були розташовані на цих землях. Їх заклали львівські міщанські родини Шимоновичів та Бернатовичів в цих околицях у XVI столітті.

## Історія
У XVI столітті львівські міщанські родини Шимоновичів та Бернатовичів заклали в цих околицях свої пасіки. У ХХ столітті вже розрізняли Пасіки Личаківські (вздовж нинішньої вул. Пасічної), що належали до маєтностей вірменських Бенедиктинок, Пасіки Галицькі (в околицях теперішньої вул. Джорджа Вашингтона) та Пасіки Міські (в околицях вулиці Пимоненка). Ці поселення були забудовані садибами львівських передміщан, що займалися переважно городництвом і, традиційно, бджільництвом. На початку ХХ століття на Пасіках Галицьких, біля парку Погулянка, збудували великі цегельні, що належали Іпотечному банку, до яких проклали залізничну колію від станції Персенківка. 
В будинку на вул. Пасіки Галицькі, 18а у міжвоєнний період працювала міська мішана школа імені Святого Миколая (директор Ян Гонсьор).
На Пасіках Личаківських, поблизу парку у 1914—1915 роках ховали російських вояків, що загинули в битвах Першої світової війни чи померли у львівських шпиталях. Через близькість піщаних кар'єрів виникла небезпека для існування цвинтаря, тому у 1935—1936 роках останки ексгумовано і перенесено на австрійський військовий цвинтар (частина Личаківського).
За часів німецької окупації, 1942 року в гетто на Пасіках Личаківських розстріляна польська письменниця, громадська активістка, депутат до Народних зборів Західної України Галина Ґурська.
У радянський час частину плато колишнього цвинтаря знесено. На цьому місці влаштовано стадіон спорткомплексу львівського національного університету імені Івана Франка. У 1952 році на решті території колишнього цвинтаря було споруджено нове меморіальне військове кладовище «Пагорб Слави», де поховані кілька тисяч військовиків радянської армії.
У 1957—1960 роках територію вздовж вул. Пасічної, між вулицями Медової печери та Китайською, забудували малоповерховими будинками за типовими проєктами. У 1960—1980-х роках вул. Пасічна (тодішня назва — проспект Ленінського Комсомолу) та вул. Батальна (тепер вулиця Вашингтона) була забудована багатоповерховими стандартними будинками, серед яких виділяється 16-поверхова будівля з монолітного залізобетону (вул. Пасічна, 104). Неподалік завершується спорудження церкви Благовіщення Пресвятої Богородиці (архітектор В. Смерека). З міжвоєнного періоду на вул. Пасічній збереглось кілька вілл та оригінальна водонапірна вежа, споруджена за проєктом Вітольда Мінкевича.

## Важливі споруди
- Львівський обласний клінічний перинатальний центр.